# 塞索·崔維斯
塞索·霍威爾·崔維斯（英語：Cecil Howell Travis，1913年8月8日—2006年12月16日），為前美國職棒大聯盟的游擊手和三壘手。生涯皆效力於華盛頓參議員(今明尼蘇達雙城)。崔維斯中間因為服役而缺席4年賽季。他在1941年成為美聯安打王，生涯打擊率3成14更是美聯游擊手史上第一，在大聯盟裡僅次於何那斯·華格納和亞齊·沃恩。

## 職業生涯
1933年5月16日，崔維斯登上大聯盟。他在初登場就敲出5支安打技驚四座。雖然參議員這年闖進世界大賽，不過崔維斯並未在名單內，最後參議員1勝4敗無緣冠軍。隔年他開始接替老將Ossie Bluege擔任先發三壘手，而他連續5年的打擊率都未低於3成17。
1938年，崔維斯首度入選明星賽，並在MVP票選上拿下第9名。1939年，他的打擊率為2成92。1940年和1941年，他再度入選明星賽。其中1941年他的打擊率為3成59，並敲出7轟與101分打點。還擊出聯盟最多的218支安打，最後他在MVP票選上拿下第6名。
1942年，崔維斯加入美軍服役。1944年，他服役於步兵第76部隊。他在突出部之役感染嚴重的凍瘡，差點導致他截肢。1945年，崔維斯回到大聯盟，不過他的表現和服役之前相比差距甚大。1947年，他繳出2成16的打擊率後宣布退休。球隊後來為他準備引退賽，時任美國總統艾森豪甚至還到場觀看。
崔維斯在1975年入選喬治亞州運動名人堂。2006年12月，崔維斯在自宅逝世，享壽93歲。

## 生涯打擊成績
| 出賽次數 | 打席 | 打數 | 得分 | 安打 | 二安 | 三安 | 全壘打 | 打點 | 盜壘 | 保送 | 三振 | 打擊率 | 上壘率 | 長打率 | OPS  |
| -------- | ---- | ---- | ---- | ---- | ---- | ---- | ------ | ---- | ---- | ---- | ---- | ------ | ------ | ------ | ---- |
| 1328     | 5417 | 4914 | 665  | 1544 | 265  | 78   | 27     | 657  | 23   | 402  | 291  | .314   | .370   | .416   | .786 |

## 外部連結
- 球員資訊和成績在MLB，ESPN，Baseball-Reference，Fangraphs（英文）